# Pliogrus
Pliogrus — викопний рід птахів родини журавлевих (Gruidae). Вид мешкав у пліоцені у Європі. Знайдено два викопних зразка у Німеччині та Греції. Зразки описані як окремі види: Pliogrus germanicus та Pliogrus pentellici. Інколи рід вважається синонімом фламінгоподібного Palaelodus.